# Нова-Келча
Нова-Келча (словац. Nová Kelča) — село и одноимённая община в округе Вранов-над-Топлёу Прешовского края Словакии.

## История
Впервые упоминается в 1404 году.
В селе есть римо-католический костел, построенный в 1780 году в стиле барокко-рококо. Из соседнего затопленного села Большая Домаша остался только римо-католический костел св. Стефана-короля, построенный в 1851 году в стиле классицизма, обделанный каминной стеной и местным кладбищем.

## Население
| Год:                | 1994 | 2004    | 2014    | 2024    |
| ------------------- | ---- | ------- | ------- | ------- |
| Количество человек: | 381  | 355     | 385     | 356     |
| Разница:            |      | −6,82 % | +8,45 % | −7,53 % |

Национальный состав населения (по данным последней переписи населения 2001 года):
- словаки — 99,43 %.

Состав населения по принадлежности к религии состоянию на 2001 год:
- римо-католики — 95,74 %,
- греко-католики — 1,99 %,
- протестанты — 0,28 %,
- не считают себя верующими или не принадлежат к одной конфессии — 1,99 %.